# Tarsocera imitator
Tarsocera imitator är en fjärilsart som beskrevs av Lajos Vári 1971. Tarsocera imitator ingår i släktet Tarsocera och familjen praktfjärilar. Inga underarter finns listade i Catalogue of Life.